# Macropiper timothianum
Macropiper timothianum är en pepparväxtart som först beskrevs av A.C. Smith, och fick sitt nu gällande namn av A.C. Smith. Macropiper timothianum ingår i släktet Macropiper och familjen pepparväxter. Inga underarter finns listade i Catalogue of Life.